# Courtonne-les-Deux-Églises
Courtonne-les-Deux-Églises település Franciaországban, Calvados megyében. Lakosainak száma 629 fő (2022. január 1.). Courtonne-les-Deux-Églises Cordebugle, Courtonne-la-Meurdrac, Saint-Denis-de-Mailloc, La Chapelle-Hareng, Le Planquay, Saint-Germain-la-Campagne, Saint-Mards-de-Fresne és Valorbiquet községekkel határos.

## Népesség
A település népességének változása:
| Lakosok száma | 487  | 471  | 541  | 670  | 680  | 670  | 658  | 648  | 642  | 629  |
|               | 1975 | 1990 | 1999 | 2011 | 2013 | 2016 | 2017 | 2019 | 2020 | 2022 |